# Лазар Богословський
Лазар Богословський (*близько 1710, Чернігівщина — †після 1745, Чернігів) — викладач Чернігівської Колегії, архімандрит. Вихованець Києво-Могилянської академії.

## Біографія
Вищу освіту здобув у Києво-Могилянській академії, яку скінчив на початку 1730-х років. 
Запрошений до Чернігівського колегіуму викладачем синтаксими, піїтики й риторики.
1738 склав рукописний підручник з риторики під назвою «Tullius in campis oratoriis non procul a Desnae aquis ad rostra academiae Czemihoviensis locatus atque praeside [... ] illustrissimi ac reverendissimi domini Nicodemi Srebnicki dei gratia episcopi Czemihoviensis et Novoburgis severiensis patrocinio rossiacam iuventutem instruens anno [1738] mense Septembri 28» («Туллій на полях ораторських неподалік від вод Десни, біля ростральної трибуни академії Чернігівської розташований і під главенством [...] найсвітлішого і преосвященного пана Никодима Срібницького з Божою поміччю єпископа Чернігівського і Новгород-Сіверського юнацтво покровительством настановлює року [1738] місяця вересня 28»). 
1740 значений ігуменом Костянського Троїцького монастиря на Стародубщині.
1742 його викликав до В’ятської семінарії єпископ В’ятський і Великопермський В. Сахновський. Того ж року переїхав до Воронежа, куди В. Сахновського переведено єпископом.
1742 висвячений на архімандрита Острогозького Успенського Дивногорського монастиря Воронезької єпархії. В. Сахновський мав намір заснувати Острогозьку латинсько-слов'яньку школу і поставити Богословського ректором, але передчасна смерть єпископа (28 березня 1743) зруйнувала ці плани. Відповідаючи за духовно-навчальні справи в єпархії, намагався відкрити школу, але зіткнувся з численними перепонами, особливо з боку членів єпархіального правління. Звертався зі скаргами до губернатора Воронезької канцелярії, до Синоду і навіть до імператриці Єлизавети Петрівни, але нічого не домігся. 
Новий єпископ Воронезький і Єлецький Феофілакт 1745 відіслав непокірного Богословського до Чернігова, де в одному з монастирів він і помер.